# Montego Bay United FC
Montego Bay United FC is een Jamaicaanse voetbalclub uit Montego Bay die speelt in de Western Confederation Super League, het op één na hoogste niveau in de Jamaicaanse voetbalcompetitie.
Sinds het seizoen 2011-2012 draagt de club de huidige naam Montego Bay United FC. De club is opgericht in 1972 als Beacon, wat al na korte tijd veranderde in Seba United FC.  De club speelde tot 2013 in het Jarrett Park stadion in Montego Bay, dat werd gedeeld met stadgenoot Wadadah FC.
In 2008 degradeerde Seba United naar de Western Confederation Super League, een van de vier divisies op het tweede niveau. Drie seizoenen later, in 2011, werd de club in deze klasse kampioen en promoveerde ze na play-offs tegen de winnaars van de drie overige divisies weer naar het hoogste niveau. In 2019 is de club opnieuw gedegradeerd.

## Erelijst
- Landskampioen

1987, 1997, 2014, 2016
- Beker van Jamaica

1992
- Western Confederation Super League

2011
- CFU Club Championship

finalist in 1997